# Silk Way Rally 2010
De Silk Way Rally 2010 is de tweede editie van deze rally-raid onder de vlag van de Dakar Series en vindt deze keer alleen plaats in Rusland. De start is in Sint-Petersburg en de finish in Sotsji.

## Etappes
| Etappe                      | Datum                  | Van                                                       | Naar                                                      | Special*                                                  | Verbinding*                                               | Totaal                                                    |                                       | Etappewinnaars                                         | Etappewinnaars |
|                             | Vrijdag 10 september   | Technische- en administratieve keuring in Sint-Petersburg | Technische- en administratieve keuring in Sint-Petersburg | Technische- en administratieve keuring in Sint-Petersburg | Technische- en administratieve keuring in Sint-Petersburg | Technische- en administratieve keuring in Sint-Petersburg | Auto's                                | Trucks                                                 |                |
| 1                           | Zaterdag 11 september  | Sint Petersburg                                           | Staraja Roessa                                            | 86 km                                                     | 329 km                                                    | 415 km                                                    | Giniel de Villiers Dirk von Zitzewitz | Vladimir Chagin Sergey Savostin Ildar Shaysultanov     |                |
| 2                           | Zondag 12 september    | Staraja Roessa                                            | Vyazma                                                    | 336 km                                                    | 294 km                                                    | 630 km                                                    | Carlos Sainz Lucas Cruz Senra         | Eduard Nikolaev Viatcheslav Misyukaev Vladimir Rybakov |                |
| 3                           | Maandag 13 september   | Vyazma                                                    | Lipetsk                                                   | 218 km                                                    | 399 km                                                    | 617 km                                                    | Giniel de Villiers Dirk von Zitzewitz | Firdaus Kabirov Aydar Belyaev Andrey Mokeev            |                |
| 4                           | Dinsdag 14 september   | Lipetsk                                                   | Volgograd                                                 | 302 km                                                    | 488 km                                                    | 790 km                                                    | Giniel de Villiers Dirk von Zitzewitz | Firdaus Kabirov Aydar Belyaev Andrey Mokeev            |                |
| 5                           | Woensdag 15 september  | Volgograd                                                 | Astrakhan                                                 | 446 km                                                    | 148 km                                                    | 594 km                                                    | Carlos Sainz Lucas Cruz Senra         | Vladimir Chagin Sergey Savostin Ildar Shaysultanov     |                |
| 6                           | Donderdag 16 september | Astrakhan                                                 | Elista                                                    | 394 km                                                    | 106 km                                                    | 500 km                                                    | Nasser Al Attiyah Timo Gottschalk     | Eduard Nikolaev Viatcheslav Misyukaev Vladimir Rybakov |                |
| 7                           | Vrijdag 17 september   | Elista                                                    | Stavropol                                                 | 347 km                                                    | 444 km                                                    | 791 km                                                    | Nasser Al Attiyah Timo Gottschalk     | Vladimir Chagin Sergey Savostin Ildar Shaysultanov     |                |
| 8                           | Zaterdag 18 september  | Stavropol                                                 | Sotsji                                                    | 16 km                                                     | 359 km                                                    | 375 km                                                    | Nasser Al Attiyah Timo Gottschalk     | Firdaus Kabirov Aydar Belyaev Andrey Mokeev            |                |
| *route kan gewijzigd worden | Totaal:                | 2145 km                                                   | 2567 km                                                   | 4712 km                                                   |                                                           |                                                           |                                       |                                                        |                |

## Uitslagen

### Auto's
| positie | startnr. | coureurs                              | team                         | merk                        | tijd      |
| ------- | -------- | ------------------------------------- | ---------------------------- | --------------------------- | --------- |
| 1       | 100      | Carlos Sainz Lucas Cruz Senra         | Team Volkswagen Motorsport 1 | Volkswagen Race Touareg III | 19h42'02" |
| 2       | 102      | Nasser Al Attiyah Timo Gottschalk     | Team Volkswagen Motorsport 2 | Volkswagen Race Touareg II  | 19h50'29" |
| 3       | 104      | Mark Miller Ralph Pitchford           | Team Volkswagen Motorsport 3 | Volkswagen Race Touareg III | 20h22'24" |
| 4       | 105      | Matthias Kahle Thomas Schuenemann     | Team Hamburger Software      | Buggy SMG                   | 26h32'11" |
| 5       | 121      | Binyamin Dzhepaev Alexey Kuzmich      | Team OAO UAZ                 | UAZ Pick-Up                 | 26h54'28" |
| 6       | 115      | Frederic Chavigny Jean Brucy          | Team Dessoude                | Nissan Pathfinder T2        | 26h54'50" |
| 7       | 109      | Alexander Mironenko Sergey Lebedev    | Team Nart Time               | Nissan Frontier Crew        | 27h10'48" |
| 8       | 111      | Benediktas Vanagas Saulius Jurgelenas | Team City Service RRT        | OSC Oscar 03                | 28h43'15" |
| 9       | 108      | Alexey Berkut Konstantin Mescheryakov | Team RE Autoklubs            | Mitsubishi Pajero EVO       | 28h56'55" |
| 10      | 114      | Raz Heymann Hillel Segal              | Team Pointer                 | Mitsubishi Pajero           | 29h13'14" |

### Trucks
| positie                                          | startnr. | coureurs                                               | team                                   | merk              | tijd      |
| ------------------------------------------------ | -------- | ------------------------------------------------------ | -------------------------------------- | ----------------- | --------- |
| 1                                                | 210      | Eduard Nikolaev Viatcheslav Mizyukaev Vladimir Rybakov | Team Kamaz-Master                      | Kamaz 4326        | 22h56'21" |
| 2                                                | 205      | Vladimir Chagin Sergey Savostin Ildar Shaysultanov     | Team Kamaz-Master                      | Kamaz 4326        | 23h18'49" |
| 3                                                | 201      | Firdaus Kabirov Aydar Belyaev Andrey Mokeev            | Team Kamaz-Master                      | Kamaz 4326        | 23h24'42" |
| 4                                                | 202      | Ales Loprais Milan Holan Jaroslav Miskolci             | Team Loprais Tatra Team                | Tatra T815-2      | 24h22'18" |
| 5                                                | 204      | Franz Echter Detlef Ruf Johann Balleis                 | Team Maurer MAN Motorsport Performance | MAN TGS           | 24h29'54" |
| 6                                                | 213      | Andrey Karginov Artur Ardavichus Igor Devyatkin        | Team Kamaz-Master                      | Kamaz 4326        | 25h20'39" |
| 7                                                | 216      | Ayrat Mardeev Robert Amatych Anton Shibalov            | Team Kamaz-Master                      | Kamaz 4911        | 27h40'23" |
| 8                                                | 209      | Matthias Behringer Jochen Seiler Hugo Kupper           | Team Hamburger Software                | MAN TGA 11        | 28h35'15" |
| 9                                                | 211      | Jakov Mekhtiev Igor Kozlov Viktor Kupovets             | Team Renat-Trans                       | MAN 18.480 4x4 BB | 28h42'59" |
| 10                                               | 203      | Pep Vila Roca Moi Torrallardona Peter van Eerd         | Team De Rooy 2010                      | Iveco Trakker 4x4 | 29h18'45" |
| Nederlanders die buiten de top 10 gefinisht zijn |          |                                                        |                                        |                   |           |
| 13                                               | 207      | Hugo Duisters Yvo Geusens Marcel van Melis             | Team De Rooy 2010                      | Iveco Trakker 4x4 | 49h19'49" |